# Ghanan (cràter)

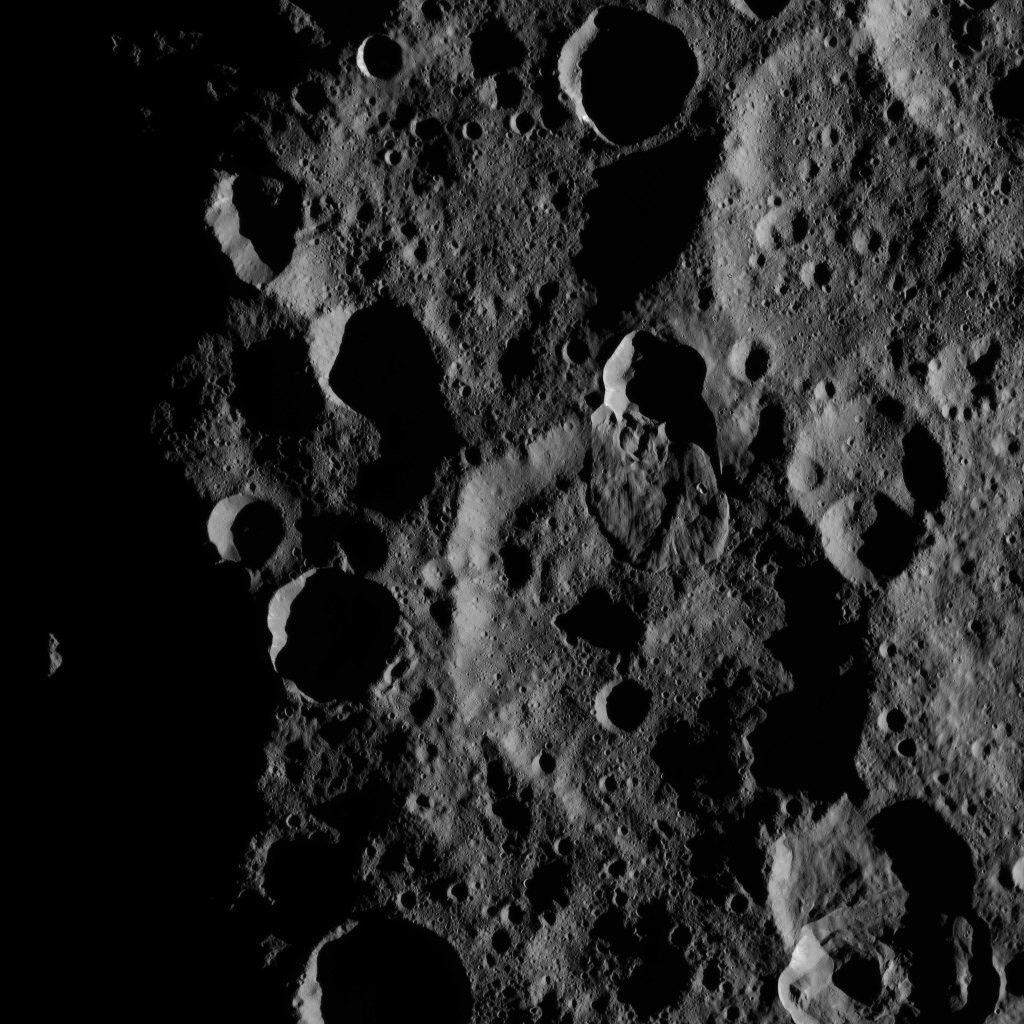
Imatge del cràter Ghanan.

Ghanan és un cràter sobre la superfície del planeta nan Ceres, situat amb el sistema de coordenades planetocèntriques a 80.65 ° de latitud nord i 46.9 ° de longitud est. Fa un diàmetre de 68 km. El nom va ser fet oficial per la UAI el 21 de setembre del 2015 i fa referència a Ghanan, déu del blat de moro de la mitologia maia.